# Ef (groupe)
Pour les articles homonymes, voir Ef.
Ef est un groupe de post-rock suédois, originaire de Göteborg. Utilisant très peu de voix, leur musique se caractérise par une large variété d'instruments. Le groupe compte au total cinq albums studio : Give Me Beauty... or Give Me Death! (2006), I am Responsible (2008), Mourning Golden Morning (2010), Ceremonies (2013), et We Salute You, You and You! (2022).

## Biographie
À ses débuts, le groupe enregistre trois démos sur CD-R, puis publie, en novembre 2005, un single intitulé A Trilogy of Dreams, Noise and Silence au label indépendant Jezebel Recordings. Leur premier album studio, intitulé Give Me Beauty... or Give Me Death, est publié en mai 2006, au label And the Sound Records, et est, selon PunkNews, plus proche du punk rock que du post-rock. Dans son ensemble, ce premier opus est bien accueilli par la presse spécialisée,,. Ils font ensuite plusieurs tournées à travers toute l'Europe. 
En février 2008, le groupe sort son deuxième album I am Responsible, aux labels And the Sound Records et Thomason Sounds, suivi d'une tournée à travers les Pays-Bas et l'Allemagne à partir de mars. Le 21 mars 2008, le bassiste Mikael Hillergård annonce sur le site officiel qu'il quitte le groupe. Cette même année assiste à la sortie de l'EP Hello Scotland Remixed au label And the Sound Records, limité à 300 exemplaires. En 2010 sort Mourning Golden Morning aux labels And the Sound Records. L'album est distribué en Europe par le label allemand Kapitaen Platte.
En mai 2013, le groupe révèle un premier single, Bells, Bleed and Bloom, extrait de son futur album à paraitre courant l'année. L'album, intitulé Ceremonies, est publié à la fin 2013, et fait notamment participer Explosions in the Sky aux percussions. L'album est positivement accueilli par l'ensemble de la presse spécialisée,,. 

## Discographie

### Albums studio
- 2006 : Give Me Beauty... or Give Me Death!
- 2008 : I am Responsible
- 2010 : Mourning Golden Morning
- 2013 : Ceremonies
- 2022 : We Salute You, You and You!

### EP et singles
- 2005 : A Trilogy of Dreams, Noise and Silence (7″ single)
- 2008 : Hello Scotland Remixed (EP)
- 2012 : Delusions of Grandeur
- 2016 : Vāyu (Split-EP avec Tiny Fingers)

### Démos
- 2003 : Demo I
- 2003 : Demo II
- 2004 : Demo III: From Landscapes In North to Backstreet in Warzaw
- 2005 : Demo IV